# La Maîtresse en maillot de bain (pièce de théâtre)
Pour les articles homonymes, voir La Maîtresse en maillot de bain.
La Maîtresse en maillot de bain est une pièce de théâtre comique écrite par Fabienne Galula et créée en 2011 à la Comédie de la Passerelle (Paris 20e).
Après le succès à sa création, la pièce se jouera au festival off d'Avignon et à Paris, au Ciné 13 théâtre,  au théâtre Michel, puis au Café de la Gare. Fin 2016 ce spectacle comptabilisait plus de 1000 représentations à Paris et en tournée, en France et DOM-TOM, Suisse, Belgique, Maroc, Ile Maurice...
Ne doit pas être confondu avec le film La Maîtresse en maillot de bain dont le propos n'a aucun rapport.

## Argument
À la suite d'une mesure gouvernementale, une jeune psychologue est envoyée dans une école maternelle afin d’aider les enseignants à lutter contre la violence en milieu scolaire. Malgré cette mission inappropriée dans cette petite école sans histoire, la psy va bouleverser la vie de ses enseignants.

## Équipe technique
- Textes : Fabienne Galula
- Mise en scène : Jean-Philippe Azéma
- Assistant metteur en scène : Danielle Carton
- Décor : Susana Machado

## Distribution
- Myriam, la directrice de l'école : Ludivine de Chastenet
- Béatrice mignon, psychologue  : Pauline Guimard
- Rémi, un instituteur : Christophe Corsand
- Nicolas dit Niko, un instituteur : Fabrice Feltzinger

## Autour de la pièce
Le titre de la pièce s'inspire d'une comptine enfantine dont les paroles commencent par « Haut les mains peau d'lapin, Haut les pieds peau d’gibier, la maîtresse en maillot d'bain ! ».